# Vicus Armilustri
Il Vicus Armilustri (vico dell'Armilustro) era una strada dell'antica Roma che correva sulla sommità dell'Aventino.
Prendeva il nome dal luogo dove si svolgeva il rito omonimo dell'Armilustrium, una festività in onore di Marte, dio della guerra, celebrata il 19 ottobre.
È citato nella Base Capitolina e in un'iscrizione dedicatoria.

## Descrizione
Il vico corrispondeva probabilmente all'odierna via di Santa Sabina, parallelamente al lato del colle fronteggiante il Tevere.
Si doveva staccare dal Clivus Publicius (odierno Clivo dei Publicii) e doveva terminare all'incirca nell'attuale Piazza dei Cavalieri di Malta.